# 爱德华王子岛国家公园

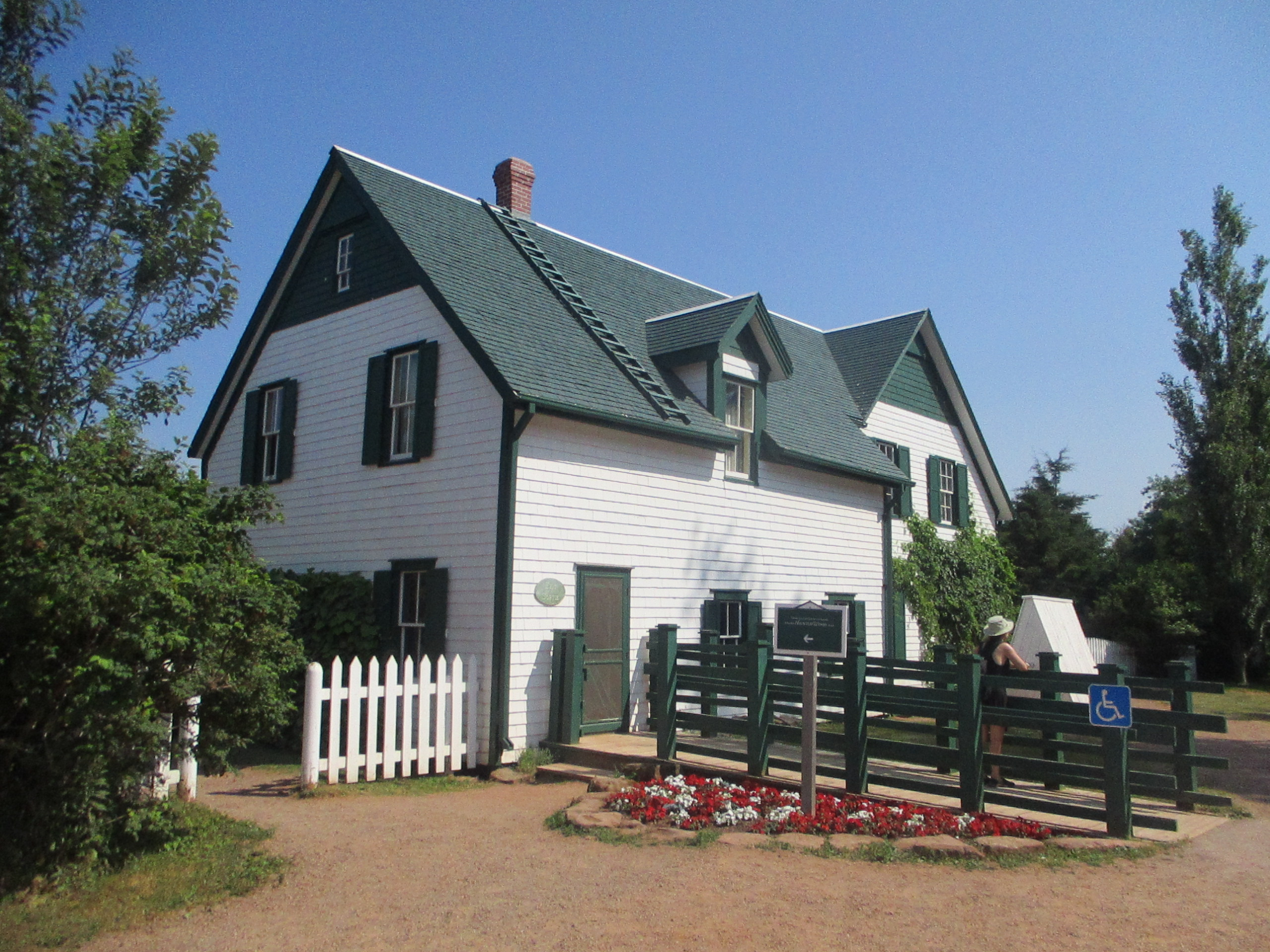
綠山莊 (愛德華王子島)

爱德华王子岛国家公园（英语：Prince Edward Island National Park）是位于加拿大爱德华王子岛省的一座国家公园，坐落于爱德华王子岛北岸，正面圣劳伦斯湾。公园长达60公里，宽度从几百米到几千米不等。爱德华王子岛国家公园建于1937年，用以保护沙滩、沙堆以及淡水和咸水湿地。这些受保护的沙滩为鸟类提供了良好的栖息地，尤其是濒临灭绝的笛鸻，被认定为加拿大的重要鳥區。